# Mantsjoerijse kurkboom
De Mantsjoerijse kurkboom (Phellodendron amurense) is een soort uit de wijnruitfamilie (Rutaceae). De wetenschappelijke naam van de soort werd gepubliceerd door Franz Joseph Ruprecht in 1857.

## Kenmerken
De soort groeit tot een hoogte van circa 25 meter. Mantsjoerijse kurkbomen hebben een relatief korte stam, met een brede paraplu-achtige kroon. Het veervormige blad wordt ongeveer 35 cm en is groen gekleurd. Gedurende een korte periode in de herfst kleuren de bladeren echter helder geel. De schors van de soort is grijsbruin en diep gegroefd. De bloeiperiode bevindt zich tussen midden en eind juni en verkrijgt dan kleine mannelijke en vrouwelijke bloemen. De vruchten zijn zwarte, sterk aromatische steenvruchten die rijpen in oktober. Kan tot 300 jaar oud worden.

## Verspreiding
De Mantsjoerijse kurkboom komt voor in het stroomgebied van de rivier Oessoeri en de middenloop van de Amoer in het Russische Verre Oosten, alsmede in Mantsjoerije en Noord-Korea. Vandaar dat de boom ook wel amoer kurkboom wordt genoemd, als Anglicisme ook als Amur gespeld. De soort groeit meestal te midden van andere loof- en naaldbomen in gemengde bossen, hellingen en rivierdalen.

## Afbeeldingen

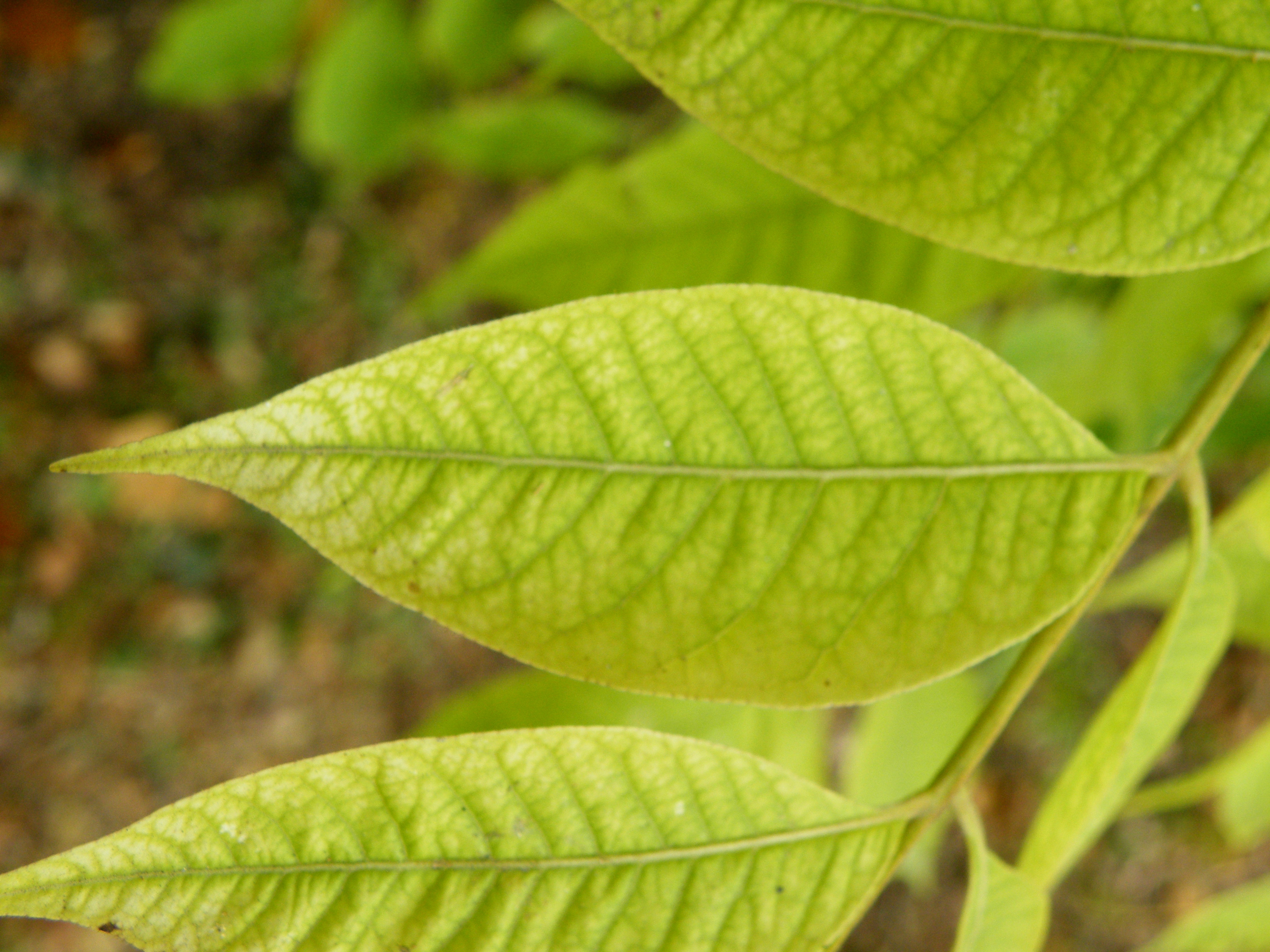
Bladeren
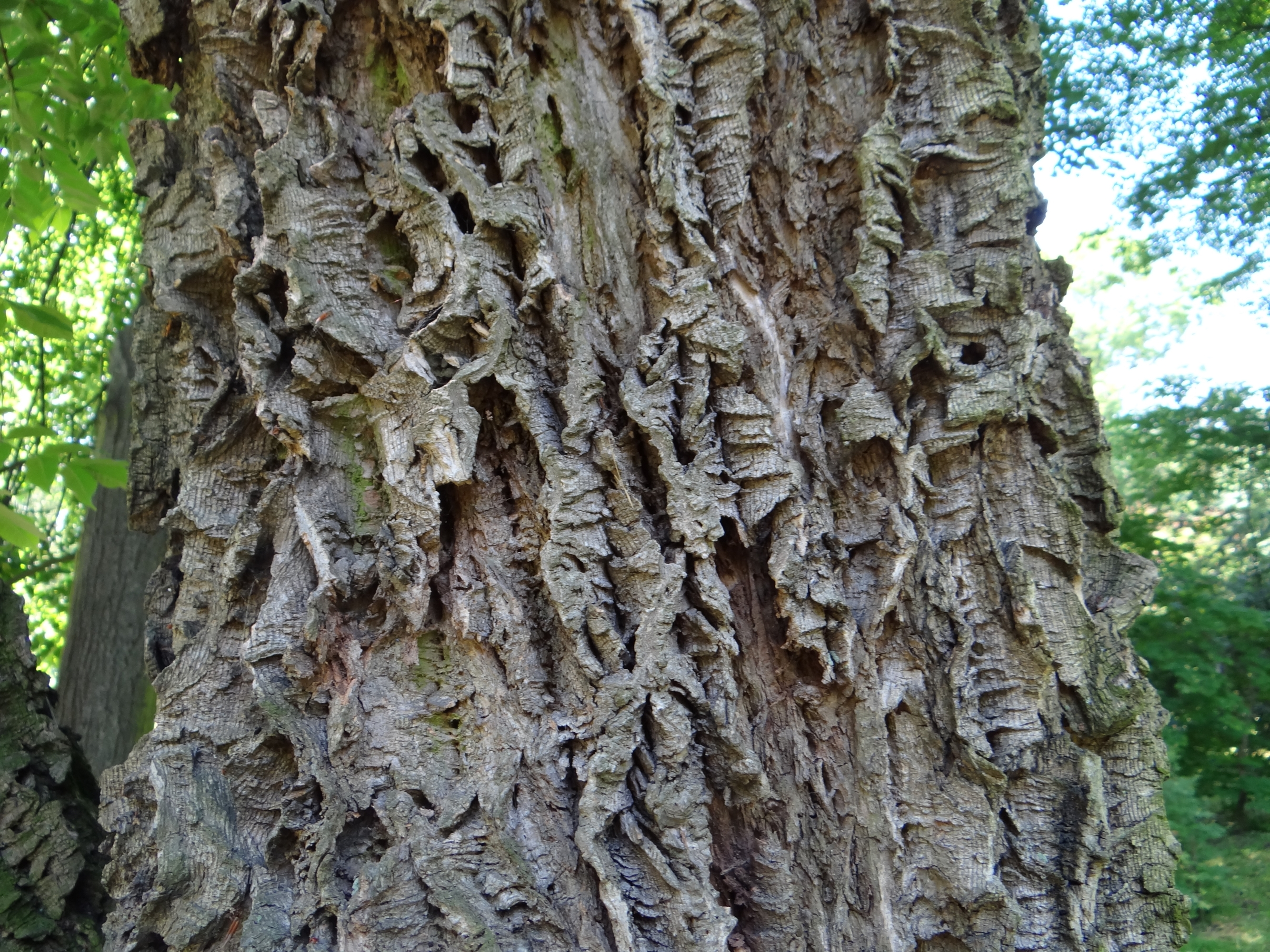
Structuur van de schors
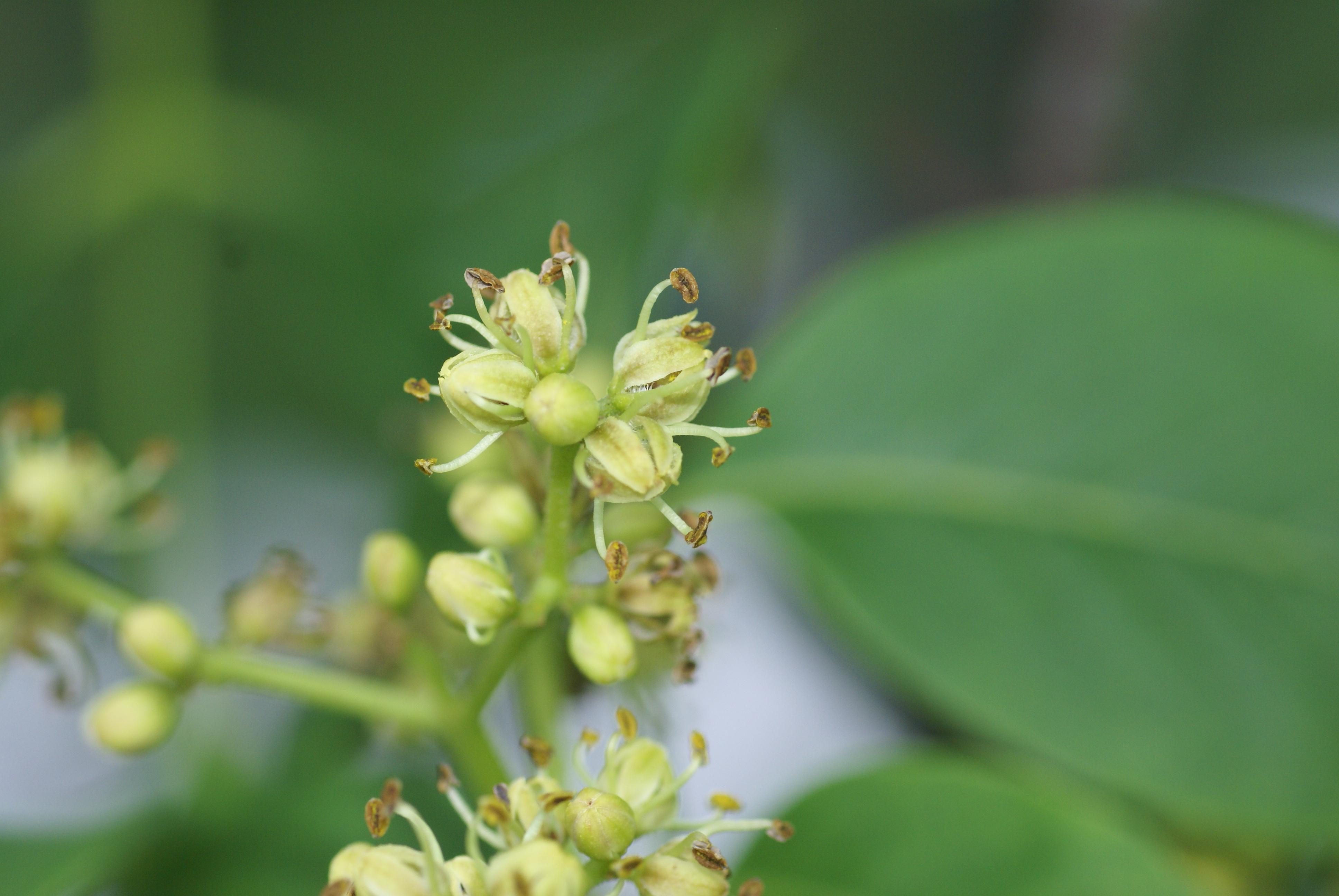
Bloesem
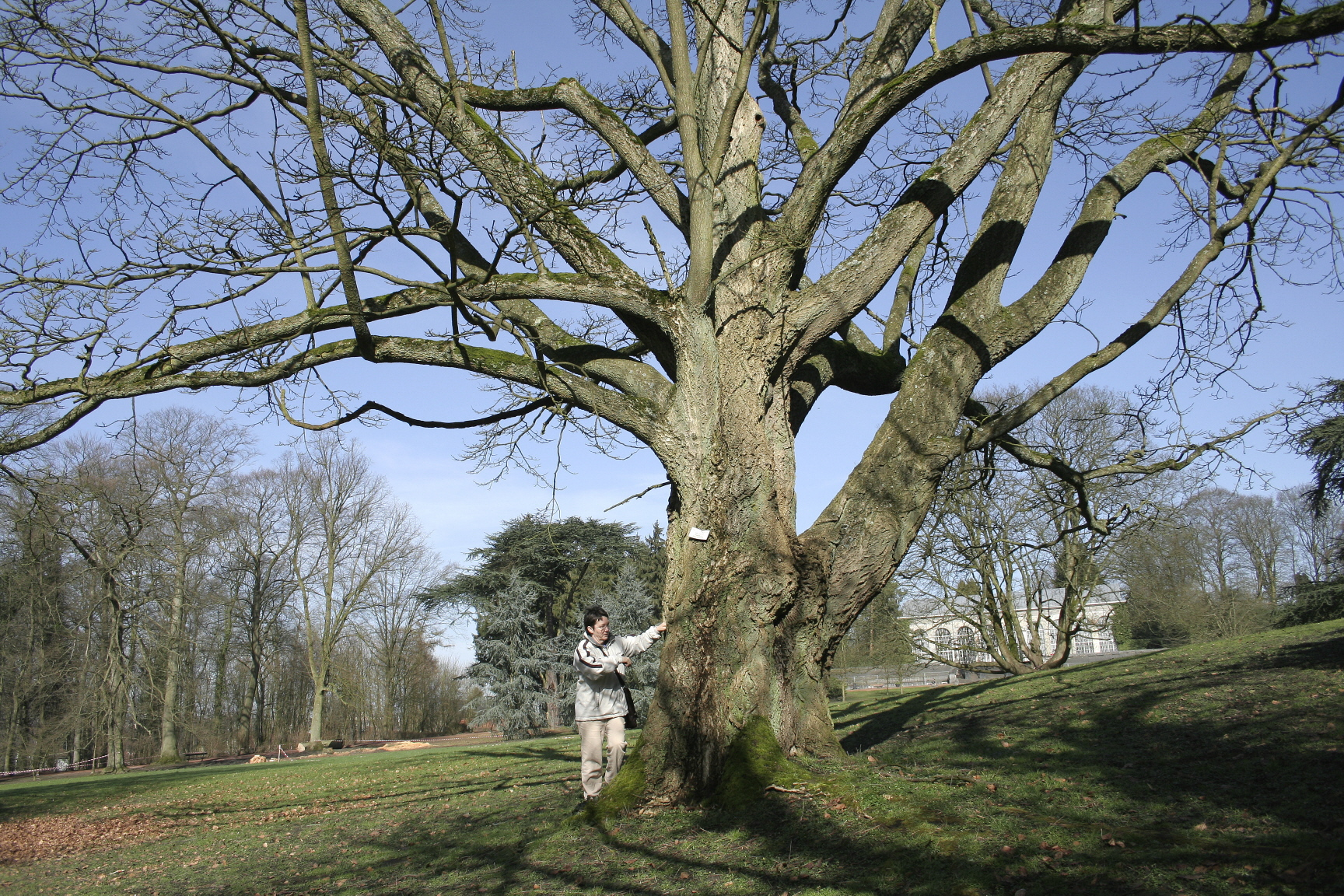
De soort kan een hoogte van 25 meter bereiken en heeft een brede kroon.